# Forchess
Forchess ist eine von dem Amerikaner T. K. Rogers erfundene Schachvariante für vier Spieler. Das Spiel benutzt ein normales Schachbrett und zwei normale Schachfigurensätze.
Jedoch müssen die Steine aller vier Mitspieler unterschiedlich sein, z. B. farblich oder im Stil, da jeder Spieler nur mit seinen jeweils eigenen Figuren ziehen darf.

## Spielüberblick
Die vier Schachspieler bilden in Forchess zwei Mannschaften. Am Anfang der Partie versieht jeder Spieler einen Quadranten des Schachbretts mit einem vollständigen Schachfigurensatz, wobei ein Bauer nicht benötigt wird. Die jeweils zusammenspielenden Partner sitzen einander diagonal gegenüber. Das Diagramm rechts zeigt die anfängliche Aufstellung des Bretts (K=König, D=Dame, T=Turm, L=Läufer, S=Springer und B=Bauer).

### Zugrichtung des Bauern
Der Bauer ist die einzige Spielfigur, die eine andere Zugrichtung hat als im normalen Schach. In Forchess bewegt er sich nicht auf den Linien, sondern stets diagonal. Hingegen schlägt der Bauer nicht diagonal, sondern immer nach vorne oder zur Seite. Die Bauern können nie einen Doppelschritt vornehmen oder en passant schlagen.

### Schachmatt
In Forchess gibt es weder Schachmatt noch ein Patt, da Könige wie andere Schachfiguren geschlagen werden dürfen. Das Spiel ist zu Ende, wenn eine der Parteien beide Könige verloren oder schon zuvor aufgegeben hat.

## Geschichte
T. K. Rogers entwickelte Forchess 1975, um das Strategiespiel Schach mit der Kameradschaft eines Kartenspiels wie Bridge zu verbinden. Während des Spieles ist es den Partnern auch erlaubt, sich über eine koordinierte Strategie abzusprechen; dies aber nur laut und auch für die Gegenpartei hörbar.
Im Jahre 1992 publizierte er die Spielanleitungen als Buch, Forchess: The Ultimate Social Game genannt.  Neben den Regeln enthält das Buch Forchess auch Spielstrategien sowie Rogers Auswertungsmethode der Schachpartien, genannt „influence indicator“ (Einfluss-Indikator). Seit 1996 befindet sich die Spielanleitung auch auf der Website „www.intuitor.com“.
Die beiden Söhne des Erfinders gründeten im Jahre 1992 den ersten Forchessclub mit dem Namen „Forchess Knights“, der sich bis 1999 wöchentlich traf.